# Niño sin amigos

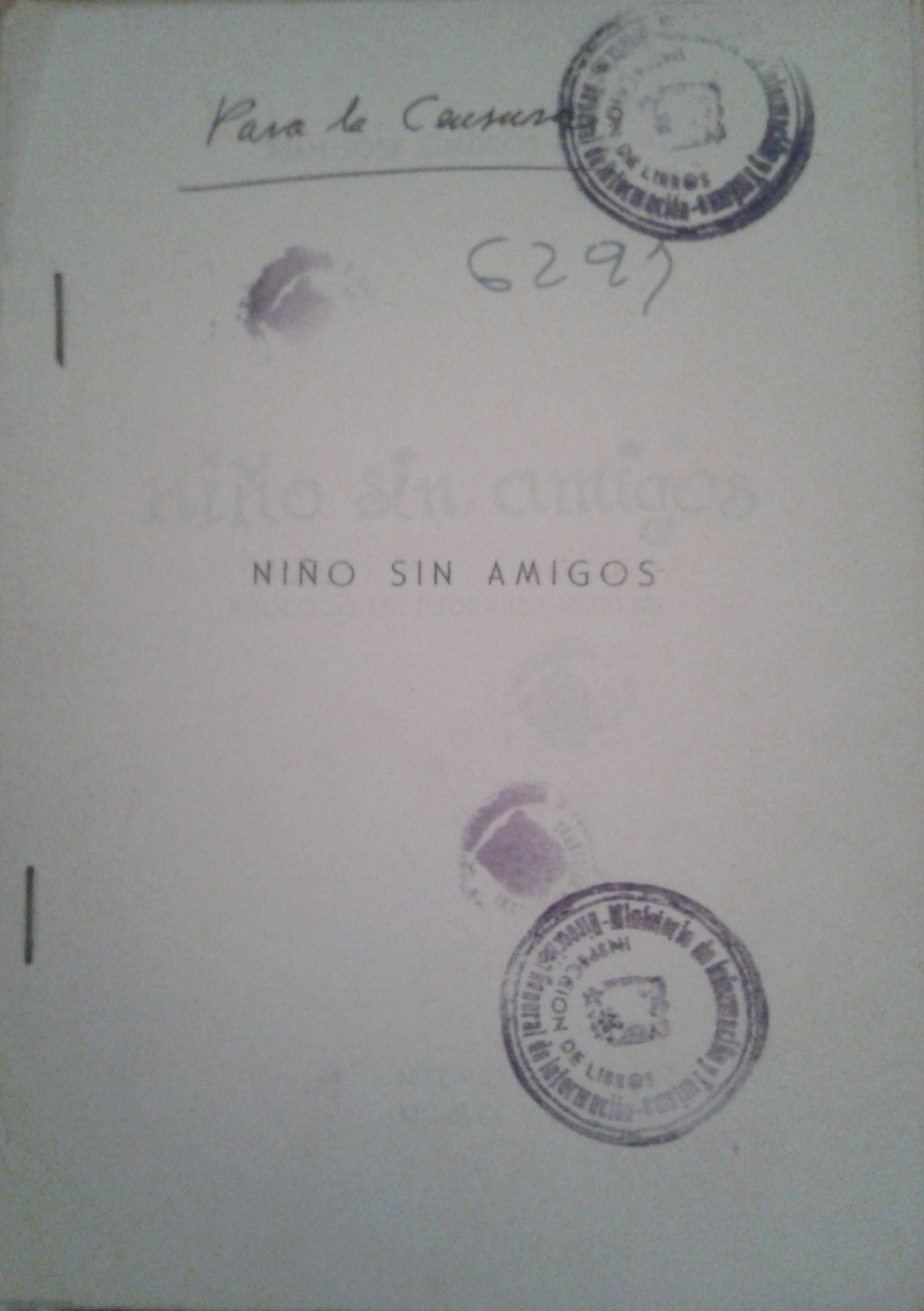
Interior del libro, con el sello de la inspección de libros por la censura.

Niño sin amigos (1959) es el primer libro de poemas que escribe Juan José Cuadros, Cuando este poemario sale a la luz, el autor tenía treinta y tres años. Ya había escrito antes en el Diario Jaén poemas dedicados a los pueblos de Jaén Y al Guadalquivir. Pero Niño sin amigos es una evocación a la niñez, a la melancolía, que en lo material trae a la memoria calles y rincones, sin esquinas que torcer aludiendo al Repullete, esa iglesia en ruinas, la torre, el río y sus puentes, los soportales, (Portalillos), La calle Mayor, (de Enmedio), el convento. Y en lo humano rememora aquella infancia en Beas.

## Editorial
Imprenta Bética de Madrid, arranca la colección Ababol con la impresión de Niño sin amigos, solo se editaron 175 ejemplares numerados y 5 no venales. Siguieron con el volumen dos, Hontanar Oculto de Gumersindo Guerra-Librero, con prólogo de Juan García Hortelano, el volumen tres, Aquí se dice de un pueblo de Juan José Cuadros, el volumen cuatro, Sombra minúscula de Rafael Palma Pradillo, y el volumen cinco Capital de provincia, de José María Fernández Nieto.
La ciudad dormida (Oda apasionada a la ciudad de Baeza, de Juan José Cuadros, era el tercer volumen de la colección Ababol, y se cambió por Aquí se dice de un pueblo, del mismo autor, pero el 11 de noviembre de 1961, hizo lectura del libro La ciudad dormida en la Casa de Córdoba en Madrid, sita en la calle Víctor de la Serna n º 30.

## Dedicatorias
Niño sin amigos va dedicado a Maruja, su esposa. A Maruja, claro está. De los diecisiete poemas, de ellos van tres con dedicatoria: Jueves a Gumersindo Guerra-Libero, El niño marinero a Pepe Domenech y La escuela a la memoria de D. Luis Ardoy, entrañable maestro suyo en Beas de Segura (Jaén), del que guardó muy buenos recuerdos, y le escribiría un poema en Aquí se dice de un pueblo, tercer libro de la colección Ababol, que verá la luz en 1960.  

## Prólogo
El prólogo es del poeta y farmacéutico, Federico Muelas, fundador del El Ateneo, como él decía, y en realidad era su rebotica, por la que pasaron grandes escritores y poetas. Tuvo una actividad muy intensa en el mundo de las letras, siendo una persona muy polifacética. 

Disimula su desesperanza, su anhelo de quedar atrás, substrayéndose a la vida, casi muñéndose en el arrecife de su voluntario anclaje.
 Perdurará en el querido rincón con sol de tarde caída de su lírico retorno aun cuando vuelva al cada día que de todos es.
 Un poeta verdadero que nos convoca desde su lejanía, esa lejanía que una vez descubrimos que teníamos como un tejuelo de oro o un dulcísimo terrón dentro de nosotros también.
Federico Muelas.

## Censura
En 1938, el Ministerio de Gobernación, dirigido por Ramón Serrano Súñer, decretó la Ley de Prensa, reorganizándose en 1951 la política informativa del régimen en torno al Ministerio de Información y Turismo. Una ley de guerra que permaneció vigente hasta 1966 que se creó la Ley de Prensa aperturista, imbricada en la economía en expansión de la década de 1960 a iniciativa del entonces ministro Manuel Fraga, se suspendió la censura previa y se terminó con el sistema de consignas, si bien los secuestros de publicaciones continuaron esporádicamente.

## Poemas
- Inicial
- La madre
- La Virgen de los Niños
- El Ángel de la Guarda
- Jueves
- Feria
- El niño marinero
- Niño sin amigos
- Niño tonto
- Diciembre
- Paréntesis de las niñas
- El niño enfermo
- Escuela
- Niño ahogado
- Desconocido
- Sin ya posible vuelta
- Los niños perdidos